# フェンウィック・スミス
フェンウィック・スミス（Fenwick Smith, 1949年1月3日 - 2017年7月19日）は、アメリカ出身のフルート奏者。
ボストン出身。ニューイングランド音楽院でジョセフ・マリアーノにフルートを師事。1972年に卒業後はニューイングランド木管アンサンブルのメンバーになり、1975年にはボストン・ムジカ・ヴィヴァのフルート奏者に転じた。1978年からはボストン交響楽団に次席フルート奏者として加わり、ボストン・ポップス・オーケストラの首席フルート奏者としても活躍した。2006年にボストン交響楽団を退職している。
フルートの教師として、1982年から2012年まで母校のニューイングランド音楽院で教鞭をとった。
ボストン近郊ジャマイカ・プレインにてアルツハイマー病の合併症で死去。